# Vụ nổ tại Sân vận động Quốc gia Mỹ Đình 2010
Vụ nổ tại Sân vận động Quốc gia Mỹ Đình 2010 là một vụ nổ xảy ra vào khoảng 11 giờ 40 phút (UTC+07:00) ngày 6 tháng 10 năm 2010 tại Sân vận động Quốc gia Mỹ Đình ở huyện Từ Liêm (nay thuộc quận Nam Từ Liêm), địa phận thuộc quản lý của thành phố Hà Nội tại Việt Nam.
Nguyên nhân được xác nhận bắt nguồn từ hai côngtenơ chứa pháo hoa nổ do sơ suất khi lắp đặt trận địa pháo; đây là buổi tổng duyệt cho chương trình Đêm hội văn hóa nghệ thuật kỷ niệm 1000 năm Thăng Long – Hà Nội dự kiến tổ chức chính thức vào ngày 10 tháng 10. Hậu quả khiến bốn nạn nhân tử vong và ba nạn nhân bị thương, các nạn nhân bao gồm người Đức và người Singapore cùng người Việt.

## Vụ nổ
Ngày 10 tháng 9 năm 2010, Phó Thủ tướng Chính phủ Nguyễn Sinh Hùng chỉ thị Ủy ban nhân dân thành phố Hà Nội giám sát nhập khẩu pháo hoa nhân dịp Đại lễ 1000 năm Thăng Long – Hà Nội. Theo đó, Bộ Tư lệnh Thủ đô Hà Nội áp tải pháo hoa về kho và Công an thành phố Hà Nội đảm trách về an ninh, Tổng Công ty Điện lực thành phố Hà Nội đảm bảo điện và thiết bị chiếu sáng. Chương trình Đêm hội văn hóa nghệ thuật kỷ niệm 1000 năm Thăng Long – Hà Nội được dự kiến tổ chức tại Sân vận động Quốc gia Mỹ Đình vào 21 giờ 45 phút ngày 10 tháng 10 năm 2010 với 176 trận địa; sự kiện trình chiếu pháo hoa và hiệu ứng lửa cùng laser trong 20 phút. Đêm hội văn hóa nghệ thuật kỷ niệm 1000 năm Thăng Long – Hà Nội thực hiện theo hình thức xã hội hóa do Bộ Tư lệnh Thủ Đô Hà Nội chủ trì phối hợp với các sở ngành của thành phố; dự kiến 28 địa điểm tại Hà Nội — 24 địa điểm tầm cao, 4 địa điểm tầm thấp — đồng loạt bắn pháo hoa ngay sau khi kết thúc chương trình pháo hoa nghệ thuật tại Sân vận động Quốc gia Mỹ Đình dự kiến vào ngày 10 tháng 10. Công ty Đầu tư Thương mại và Dịch vụ Quốc tế (Interserco) — tổ chức chương trình — thống kê ba côngtenơ pháo hoa nhập khẩu từ Hoa Kỳ, Trung Quốc và 13 côngtenơ phụ kiện; nhân sự gồm 200 người và 34 chuyên gia nước ngoài cùng với 52 sĩ quan lữ đoàn công binh.
Theo chỉ thị từ Bộ Lao động – Thương binh và Xã hội, Trưởng Phòng An toàn Lao động (Sở Văn hóa – Thể thao & Du lịch Hà Nội) Bạch Quốc Việt yêu cầu kiểm tra khu vực Sân vận động Quốc gia Mỹ Đình vào ngày 4 tháng 10. Hôm sau, Chủ tịch Ủy ban nhân dân thành phố Hà Nội Nguyễn Thế Thảo chỉ thị yêu cầu Công ty Đầu tư Thương mại và Dịch vụ Quốc tế (Interserco) dịch chuyển trận địa pháo hoa sang lề đường đối diện quảng trường Sân vận động Quốc gia Mỹ Đình, đồng thời yêu cầu Giám đốc Sở Văn hóa – Thể thao & Du lịch Hà Nội kiểm soát nội dung nghệ thuật, Bộ Tư lệnh Thủ đô Hà Nội kiểm soát an toàn. Chủ tịch Ủy ban nhân dân thành phố Hà Nội Nguyễn Thế Thảo phê duyệt cho phép Công ty Đầu tư Thương mại và Dịch vụ Quốc tế (Interserco) tổ chức buổi tổng duyệt vào ngày 6 tháng 10. Khoảng 11 giờ 40 phút ngày 6 tháng 10, một vụ nổ xảy ra tại khán đài C của Sân vận động Quốc gia Mỹ Đình, địa điểm này được dự kiến tổ chức tổng duyệt cho bế mạc Đại lễ 1000 năm Thăng Long – Hà Nội; một cột khói cao trăm mét bao phủ một không gian lớn. Nhân chứng nhìn thấy cột khói trắng bay cuộn lên trời, cột khói đen xám ở tầng thấp hơn. Hàng trăm người tháo chạy khỏi hiện trường vụ nổ. Theo Phó Tổng giám đốc Công ty Đầu tư thương mại và dịch vụ quốc tế (Interserco) Phạm Văn Yên, vụ nổ xảy ra vào thời điểm khi ba chuyên gia nước ngoài và ba chuyên gia Công ty hóa chất 21 cùng một người phiên dịch đang phân loại pháo hoa từ côngtenơ.

## Hậu quả

### Thương vong
Vụ nổ khiến bốn nạn nhân tử vong và ba nạn nhân bị thương. Bộ Ngoai giao Đức xác nhận hai nạn nhân người Đức tử vong trong vụ nổ, đây là hai nhân viên trong nhóm 15 người Đức làm việc cho một công ty Singapore. Một nạn nhân người Singapore và một nạn nhân người Việt tử vong, một nữ giới người Đức bị thương. Bệnh viện Thể thao Việt Nam tiếp nhận bốn nạn nhân với mức bỏng cấp độ nặng và bất tỉnh do sóng xung kích; sau đó một nạn nhân được xuất viện, trong khi các nạn nhân còn lại được chuyển đến các bệnh viện chuyên khoa.
Buổi tối cùng ngày, Bộ Ngoại giao Singapore thông cáo đang xác minh thông tin về một nạn nhân người Singapore trong vụ nổ. Ngày 9 tháng 10, Bộ Ngoại giao Singapore xác nhận Seah Li Sa tử vong, Chủ tịch Ủy ban nhân dân thành phố Hà Nội Nguyễn Thế Thảo gửi thư chia buồn đến gia đình nạn nhân người Singapore, Bộ Ngoại giao Việt Nam gửi lời chia buồn đến Đại sứ quán Singapore tại Hà Nội. Tính đến ngày 24 tháng 10 tại Bệnh viện Thanh Nhàn, thi thể nạn nhân người Việt và người Singapore đã được thân nhân đến tiếp nhận, trong khi hai nạn nhân người Đức phải chờ kết quả giám định DNA tại Đức để nhận dạng do thi thể biến dạng. Thi thể nạn nhân người Việt được chuyển về Phú Thọ, trong khi thi thể nạn nhân người Singapore được đưa trở lại Sân vận động Quốc gia Mỹ Đình để thực hiện nghi thức nhập hồn và hỏa táng ngay sau đó tại Hà Nội. Ngày 26 tháng 10, Chủ tịch Hội đồng quản trị Công ty đầu tư thương mại và dịch vụ quốc tế (Interserco) Phùng Tiến Toàn cho biết đã có kết quả xét nghiệm DNA của hai thi thể nạn nhân người Đức tử vong được bảo quản tại Bệnh viện Thanh Nhàn, đồng thời đang chờ Đại sứ quán Đức tại Việt Nam chuyển mã DNA về Đức trước khi thi hài hồi hương; hai nạn nhân bị thương được điều trị tại Viện bỏng Quốc gia Lê Hữu Trác và Bệnh viện Việt Đức, một nạn nhân đã xuất viện.
| Số thứ tự | Họ tên     | Giới tính | Quốc tịch | Nơi làm việc                                                              | Tình trạng                                  | Nguồn         |
| --------- | ---------- | --------- | --------- | ------------------------------------------------------------------------- | ------------------------------------------- | ------------- |
| 1         | -          | -         | Đức       | Glorious Pte Ltd, trụ sở tại Singapore                                    | Tử vong tại vụ nổ                           | [ 15 ] [ 23 ] |
| 2         | -          | -         | Đức       | Glorious Pte Ltd, trụ sở tại Singapore                                    | Tử vong tại vụ nổ                           | [ 15 ] [ 23 ] |
| 3         | -          | -         | Việt Nam  | Công ty hóa chất 21 thuộc Bộ Quốc phòng Việt Nam                          | Tử vong tại vụ nổ                           | [ 15 ] [ 23 ] |
| 4         | Seah Li Sa | nữ        | Singapore | Glorious Pte Ltd, trụ sở tại Singapore, vợ Tổng giám đốc Glorious Pte Ltd | Tử vong tại vụ nổ                           | [ 16 ]        |
| 5         | -          | nữ        | Đức       | Glorious Pte Ltd, trụ sở tại Singapore                                    | Bị thương                                   | [ 15 ]        |
| 6         | -          | nữ        | Việt Nam  | Phiên dịch viên                                                           | Bị thương nhẹ                               | [ 13 ]        |
| 7         | An         | -         | Việt Nam  | Công ty hóa chất 21 thuộc Bộ Quốc phòng Việt Nam                          | Điều trị tại Viện bỏng Quốc gia Lê Hữu Trác | [ 13 ]        |
| 8         | Giang      | nam       | Việt Nam  | Công ty hóa chất 21 thuộc Bộ Quốc phòng Việt Nam                          | Điều trị tại Bệnh viện Việt Đức             | [ 13 ]        |

### Thiệt hại
Tại Trung tâm Đào tạo vận động viên cấp cao Hà Nội cách tâm vụ nổ 300 m, cửa kính nhiều phòng bị vỡ và văng xuống sân; một số vận động viên cho biết quạt thông gió bị văng xuống sàn nhà. Khoảng 10 gian của khu lán trại trong khuôn viên Sân vận động Quốc gia Mỹ Đình bị sập và cháy đen, bãi cỏ rộng hàng nghìn m² bị cháy sém, một xe du lịch cách tâm vụ nổ 200 m bị vỡ cửa kính. Các cửa sổ của Bệnh viện Thể thao Việt Nam và nhiều chung cư đều bị vỡ trong bán kính 200 m. Vụ nổ không ảnh hưởng đến hai màn hình nước (dài 40 m, cao 20 m) dựng tại khán đài B, 176 trận địa bố trí vòng quanh sân vận động không bị hư hại. Giám đốc Sân vận động Quốc gia Mỹ Đình xác nhận không có thiệt hại đối với tài sản trên sân.

## Cứu hộ
Khoảng 15 phút sau vụ nổ, Công an thành phố Hà Nội điều động tám xe cứu hỏa đến hiện trường và tiến hành phong tỏa khu vực; xe cấp cứu đưa các nạn nhân đến Bệnh viện Thể thao Việt Nam cách đó 500 m. Hai xe cấp cứu được điều động đến hiện trường và vận chuyển các nạn nhân bị thương vào Bệnh viện Từ Liêm cách vụ nổ 2 km. Chiều cùng ngày, đại diện Ủy ban nhân dân thành phố Hà Nội đến thị sát Sân vận động Quốc gia Mỹ Đình, đồng thời hội đàm về kế hoạch thực hiện Đêm hội văn hóa nghệ thuật kỷ niệm 1000 năm tổ chức vào ngày 10 tháng 10. Công ty Đầu tư Thương mại và Dịch vụ Quốc tế phối hợp cùng công ty Glorious Singapore và công ty Z121 tiến hành kiểm tra biện pháp chống cháy nổ.

## Nguyên nhân
Khoảng sáu tiếng sau vụ nổ, Giám đốc công an thành phố Hà Nội Nguyễn Đức Nhanh xác nhận nguyên nhân do "sơ xuất trong quá trình vận chuyển" pháo hoa. Công ty Đầu tư Thương mại và Dịch vụ Quốc tế (Interserco) cho biết số pháo hoa trong hai côngtenơ bị cháy phần lớn, mục đích dự kiến số pháo hoa này để dự phòng và bắn thử. Phó Tổng giám đốc Công ty Đầu tư thương mại và dịch vụ quốc tế (Interserco) Phạm Văn Yên cho rằng đây là tai nạn trong quá trình bưng bê rơi các vật nổ. Công an thành phố Hà Nội cho biết vụ nổ bắt nguồn từ hai côngtenơ chứa pháo hoa, sơ suất khi thao tác lắp đặt và vận chuyển pháo hoa.

## Điều tra
Phó Tổng giám đốc Công ty Đầu tư thương mại và dịch vụ quốc tế (Interserco) Phạm Văn Yên cho biết có ba nguồn pháo hoa chính từ Hoa Kỳ, Trung Quốc, Công ty hóa chất 21; đồng thời tiết lộ Glorious Pte Ltd chỉ đạo toàn bộ chương trình pháo hoa nghệ thuật và đã tiến hành bắn thử pháo hoa trước đó tại Công ty hóa chất 21. Thời điểm đoàn kiểm tra thành phố đến thị sát trước vụ nổ, khu vực tập kết pháo hoa chỉ gồm hai chuyên gia người Đức, một chuyên gia người Singapore, bốn chuyên gia của Z121, một phiên dịch người Việt; chốt chặn ra vào được 52 sĩ quan lữ đoàn công binh đảm nhiệm. Quá trình chuyên chở pháo hoa được Bộ Tư lệnh Thủ đô Hà Nội áp tải, các ống pháo chỉ được lắp dây và chưa được đấu nối tại thời điểm thị sát. Công ty Đầu tư thương mại và dịch vụ quốc tế (Interserco) trước đó đề xuất thành phố Hà Nội cho phép nhập khẩu và vận chuyển pháo hoa bằng máy bay nhưng đã bị bác bỏ.
Tổng Giám đốc Cty Glorious Pte Ltd Adam Tan Eng Lum thời điểm đó cho biết sự kiện sử dụng các họng phun lửa và bắn pháo hoa; Phó Trưởng phòng Cảnh sát phòng cháy chữa cháy (Công an thành phố Hà Nội) Nguyễn Đình Bính phát hiện buông lỏng nội quy ra vào khu vực và yêu cầu đặt ba côngtenơ pháo hoa cách sàn diễn hơn 100 m cũng như sắp đặt dụng cụ chữa cháy ở nơi dễ thấy. Công an thành phố Hà Nội loại trừ nguyên nhân liên quan đến khủng bố, tác động của nguồn điện hoặc nguồn nhiệt hoặc thiên nhiên.

## Hệ quả
Cùng ngày, Công ty Đầu tư Thương mại và Dịch vụ Quốc tế (Interserco) thông báo sự kiện tổng duyệt cho bế mạc Đại lễ 1000 năm Thăng Long – Hà Nội vào ngày 6 tháng 10 bị hủy bỏ. Chương trình Đêm hội văn hóa nghệ thuật kỷ niệm 1000 năm Thăng Long – Hà Nội được dự kiến bắn pháo hoa chính thức tại khán đài B của Sân vận động Quốc gia Mỹ Đình vào ngày 10 tháng 10. Chủ tịch Ủy ban nhân dân thành phố Hà Nội Nguyễn Thế Thảo yêu cầu Công ty Đầu tư Thương mại và Dịch vụ Quốc tế (Interserco) thống kê và mua pháo hoa bổ sung từ đơn vị Z212 thuộc Bộ Quốc phòng Việt nam, đồng thời chỉ thị công an thành phố Hà Nội phối hợp với Interserco và Glorious Pte Ltd giám sát khu vực trận địa pháo tại khán đài B Sân vận động Quốc gia Mỹ Đình.
Ngày 8 tháng 10, Chánh Văn phòng Thành ủy Hà Nội Đào Đức Toàn thông cáo hủy bỏ kế hoạch bắn pháo hoa tại 29 địa điểm ở Hà Nội, toàn bộ kinh phí dừng bắn pháo hoa được dùng để cứu trợ miền Trung khi mưa và lũ miền Trung Việt Nam 2010 đang xảy ra. Cùng ngày, Interserco quyết định mua bù số lượng pháo hoa từ Công ty hóa chất 21 thuộc Bộ quốc phòng Việt Nam thay vì nhập khẩu từ nước ngoài, Công ty hóa chất 21 trước đó dự kiến xuất khẩu số pháo hoa này sang Nhật Bản. Buổi tối ngày 10 tháng 10, chương trình pháo hoa nghệ thuật được tổ chức tại Sân Vận động Quốc gia Mỹ Đình với thời lượng 20 phút.

## Phản ứng

### Người dân khu vực
Một người dân sống gần khu vực Sân vận động Quốc gia Mỹ Đình nghe thấy tiếng nổ vài lần, đồng thời so sánh giống với nổ súng đại bác hoặc nổ bom. Nhóm người gần hiện trường vụ nổ nhìn thấy cột khói trắng và đen kèm tiếng nổ. Một số người trẻ tuổi có mặt tại hiện trường đã chụp hình ảnh vụ nổ kèm theo khuôn mặt vui vẻ, sau đó đăng tải lên Facebook.

### Truyền thông
Một số tờ báo tại Việt Nam (Tuổi Trẻ, VietNamNet, VnExpress, Sài Gòn Tiếp Thị) báo cáo về vụ nổ nhưng sau đó gỡ bỏ tin tức, báo chí Việt Nam đăng tin lại về vụ nổ vào buổi tối cùng ngày. Đài Á Châu Tự Do đặt câu hỏi có nên bắn pháo hoa trong đêm bế mạc Đại lễ 1000 năm Thăng Long – Hà Nội khi mưa và lũ miền Trung Việt Nam 2010 đang xảy ra. Nguyễn Hưng Quốc trên VOA cho rằng chính phủ Việt Nam ban đầu muốn bưng bít thông tin khi báo chí quốc nội gỡ bài viết liên quan đến vụ nổ, nhưng sau khi một số blogger cập nhật với lượt truy cập cao thì báo chí Việt Nam đã được đưa tin. Lâm Vũ trên Hà Nội Mới chỉ trích hiện tượng giới trẻ Việt Nam vô cảm khi đăng hình ảnh vui vẻ về vụ nổ trên Facebook; đồng thời cho rằng căn nguyên xuất phát từ giáo dục trong gia đình hoặc từ tác động của kinh tế thị trường.

### Chính quyền địa phương
Một số nhiếp ảnh gia tác nghiệp gần hiện trường bị tạm giữ và bị cảnh sát tịch thu các hình ảnh chụp lại vụ nổ. Ngày 15 tháng 10 tại Sở Thông tin và truyền thông Hà Nội, Trưởng Ban Tuyên giáo Thành ủy Hà Nội Hồ Quang Lợi khẳng định thông tin "hàng trăm nạn nhân bị thương vong" là bịa đặt; đồng thời nhận định "đây là vấn đề lớn của cả quốc gia" và yếu tố chuyên gia quốc tế nên "không thể nói sai sự thật". Giám đốc Công an thành phố Hà Nội Nguyễn Đức Nhanh bày tỏ "đây là tai nạn đáng tiếc nhưng không ảnh hưởng đến công tác đảm bảo an ninh của Đại lễ 1000 năm Thăng Long – Hà Nội".